# Bp pulse LIVE
El bp pulse LIVE (anteriormente conocido como Birmingham International Arena, NEC Arena, LG Arena, Genting Arena y Resorts World Arena) es un estadio cubierto multiusos ubicado en el National Exhibition Centre (NEC) en Solihull, Inglaterra. Tiene una capacidad de 15.685 asientos. El lugar fue construido como la séptima sala del complejo NEC. Después de 18 meses de construcción, la arena se inauguró bajo el nombre de "Birmingham International Arena" en diciembre de 1980 con un concierto de Queen.
En 2019, el Resorts World Arena tuvo la quinta mayor venta de entradas de un estadio en el Reino Unido. The Ticket Factory es la taquilla oficial del Resorts World Arena.

## Historia
El lugar fue conocido como el Birmingham International Arena hasta el 1 de septiembre de 1983. Luego como el NEC Arena desde el 5 de septiembre de 1983 al 31 de agosto de 2008.
A partir del 1 de septiembre de 2008, el NEC Arena pasó a llamarse oficialmente LG Arena, tras un acuerdo de patrocinio de derechos de nombre con la empresa global LG Electronics. Luego, el estadio se sometió a una revisión de sus instalaciones de £29 millones, pagada con préstamos del Ayuntamiento de Birmingham y la agencia de desarrollo regional Advantage West Midlands.
El trabajo en el LG Arena se terminó a mediados de octubre de 2009 y el estadio acogió su primer concierto con Tom Jones. En la instalación se incluyeron alrededor de 1.000 asientos nuevos, lo que elevó la capacidad a 16.000, para competir con lugares como el O2 Arena en Londres y el Manchester Arena en Mánchester, que se encuentran entre los lugares de música más concurridos del mundo. También se construyeron nuevas áreas de hospitalidad y un foro que contiene nuevos bares, restaurantes y otras instalaciones para los clientes. Antes de su primer concierto, el arena acogió el espectáculo Horse of the Year 2009.
En 2011, el lugar se convirtió en el décimo estadio más concurrido del mundo y el decimotercer lugar más concurrido en 2014.
En noviembre de 2014 se anunció que, como parte de un acuerdo de patrocinio con el grupo de casinos Genting Group, el estadio pasaría a llamarse Genting Arena a partir del 6 de enero de 2015. El 25 de septiembre de 2018, el NEC Group anunció que el Genting Arena pasaría a llamarse Resorts World Arena a partir del 3 de diciembre de este año, con Genting Group del Reino Unido aún patrocinando la sala. El motivo del nuevo nombre fue alinear más estrechamente el lugar con el Resorts World Birmingham de Genting, que se encuentra frente al estadio y que se inauguró en octubre de 2015.

### Planes de expansión
El 9 de marzo de 2020, NEC Group anunció que había presentado una solicitud de planificación al Ayuntamiento Metropolitano de Solihull para ampliar la capacidad del estadio de 15.685 a 21.600. Si se aprueba, esto convertiría al estadio en el estadio cubierto más grande del Reino Unido. Este desarrollo implicaría la demolición del techo existente, con la adición de un nivel superior, así como otras obras que incluyen instalaciones de hospitalidad mejoradas, así como obras de renovación externas, internas y mayores.

## Shows y eventos
Las Spice Girls realizaron seis shows con entradas agotadas en el Spiceworld Tour  durante abril y mayo de 1998. Comediantes como Michael McIntyre, Ricky Gervais y Peter Kay también se presentaron en el lugar.
En mayo de 1998 acogió el Festival de Eurovisión en el que ganó la israelí Dana International y su éxito "Diva".
En 2010 y 2011, el Arena acogió las etapas de audición de Birmingham del reality show musical británico, The X Factor.
El 19 de diciembre de 2010, fue sede del BBC Sports Personality of the Year Award 2010, siendo luego también sede de las ediciones de 2016 y 2018. El 5 de noviembre de 2011, fue sede del UFC 138.
Adele actuó en el Arena durante su gira mundial los días 29 y 30 de marzo y el 1 y 2 de abril de 2016.
Black Sabbath realizó su último show de su gira de despedida The End Tour el 4 de febrero de 2017.
El rapero surcoreano G-Dragon también se presentó en el Arena el 23 de septiembre de 2017 como parte de su gira ACT III MOTTE.
Lady Gaga concluyó su gira mundial Joanne World Tour en el Arena el 1 de febrero de 2018.
Iron Maiden actuó en el Arena el 7 de agosto de 2018, como parte de su gira mundial Legacy of the Beast World Tour.
Tras la exitosa gira Britney: Piece of Me, Britney Spears adaptó la residencia a una gira de conciertos internacional y actuó en el Arena el 31 de agosto de 2018, acreditada como Piece of Me Tour.
The Vamps se han presentado en el Arena varias veces, los días 8 y 9 de mayo de 2015; 25 y 26 de marzo de 2016; 19 de mayo de 2017 y el 4 de mayo de 2018, entre eventos de múltiples artistas como el Hello World y el Free Radio Live.
En diciembre de 2019, el Arena acogió las audiciones y las etapas finales en vivo de la edición especial del programa, The X Factor: The Band.
Little Mix se presentó el 7, 8 y 9 de noviembre de 2019 durante su gira titulada LM5: The Tour.